# Boris Jewgenjewitsch Bystrow
Boris Jewgenjewitsch Bystrow (russisch Борис Евгеньевич Быстров; * 12. Februar 1945 in Moskau, Sowjetunion; † 17. August 2024 in Moskau, Russland) war ein sowjetischer und russischer Schauspieler und Synchronsprecher.

## Leben und Wirken
Boris Bystrow wuchs in Moskau auf. Er absolvierte bis 1966 seine Schauspielausbildung am Tschechow-Kunsttheater Moskau und war danach als Theaterschauspieler einige Jahre am Lenkom-Theater beschäftigt.
Als Schauspieler vor der Kamera wirkte Bystrow von 1967 bis 1997 in über 20 Film- und Fernsehproduktionen mit. Seine erste Rolle war die des Aladin in dem Märchenfilm Aladins Wunderlampe. Danach war er beim Film nur noch in Nebenrollen zu sehen.
Darüber hinaus war Bystrow auch als Synchronsprecher tätig. Er war rund 20 Jahre lang (Staffel 9–29) die russische Stimme der beiden Figuren Homer Simpson und Dr. Nick in der Zeichentrickserie Die Simpsons und in Die Simpsons – Der Film. Im Laufe der Zeit lieh Bystrow in der Serie auch zahlreichen Nebenfiguren oder den Figuren, die jeweils nur in einer Episode auftraten, seine Stimme.
Boris Bystrow war ab Ende der 1980er Jahre in dritter Ehe verheiratet und hatte mit seiner Frau einen Sohn. Aus einer früheren Ehe hatte er eine Tochter. Er lebte in Moskau. Bystrow starb am 17. August 2024 im Alter von 79 Jahren.

## Filmografie (Auswahl)
- 1967: Aladins Wunderlampe
- 1969: Begegnung an der alten Moschee
- 1970: Die Abenteuer des gelben Köfferchens
- 1977: Razlom
- 1978: Dialogi
- 1981: Phaeton an Erde
- 1985: Bleib, Zauber, bleibe
- 1991: Shtemp
- 1992: Emelya und der Zauberfisch
- 1997: Dezertir